# Alfgang
Alfgang war ein dänischer Hersteller von Automobilen.

## Unternehmensgeschichte
Das Unternehmen aus Silkeborg unter Leitung des Ingenieurs M. Alfgang begann 1912 mit der Produktion von Automobilen. 1914 endete die Produktion. Insgesamt entstanden zwei Exemplare.

## Fahrzeuge
Alfgang verwendete für seine Fahrzeuge Einbaumotoren, die er aus Frankreich bezog. Weitere Einzelheiten sind nicht bekannt.